# Scotty Lago
Scotty Lago, född 12 november 1987 i Seabrook, New Hampshire, är en amerikansk snowboardåkare i halfpipe.
Lago tvingades efter att ha blivit bronsmedaljör vid OS 2010, att lämna OS-byn och lämna Vancouver. Anledningen till att USA:s OS-kommitté slängde ut honom var att bilder från medaljfesten visade honom och medaljen i opassande situationer där OS-etiken upplevs kränkt.